# Papiliolebias bitteri
 Papiliolebias bitteri és un peix de la família dels rivúlids i de l'ordre dels ciprinodontiformes. Poden assolir fins a 4 cm de longitud total. Es troba a Sud-amèrica: Paraguai.